# Église Saint-Médard de Pouilly-sur-Serre
L'église Saint-Médard de Pouilly-sur-Serre est une église située à Pouilly-sur-Serre, en France.

## Galerie

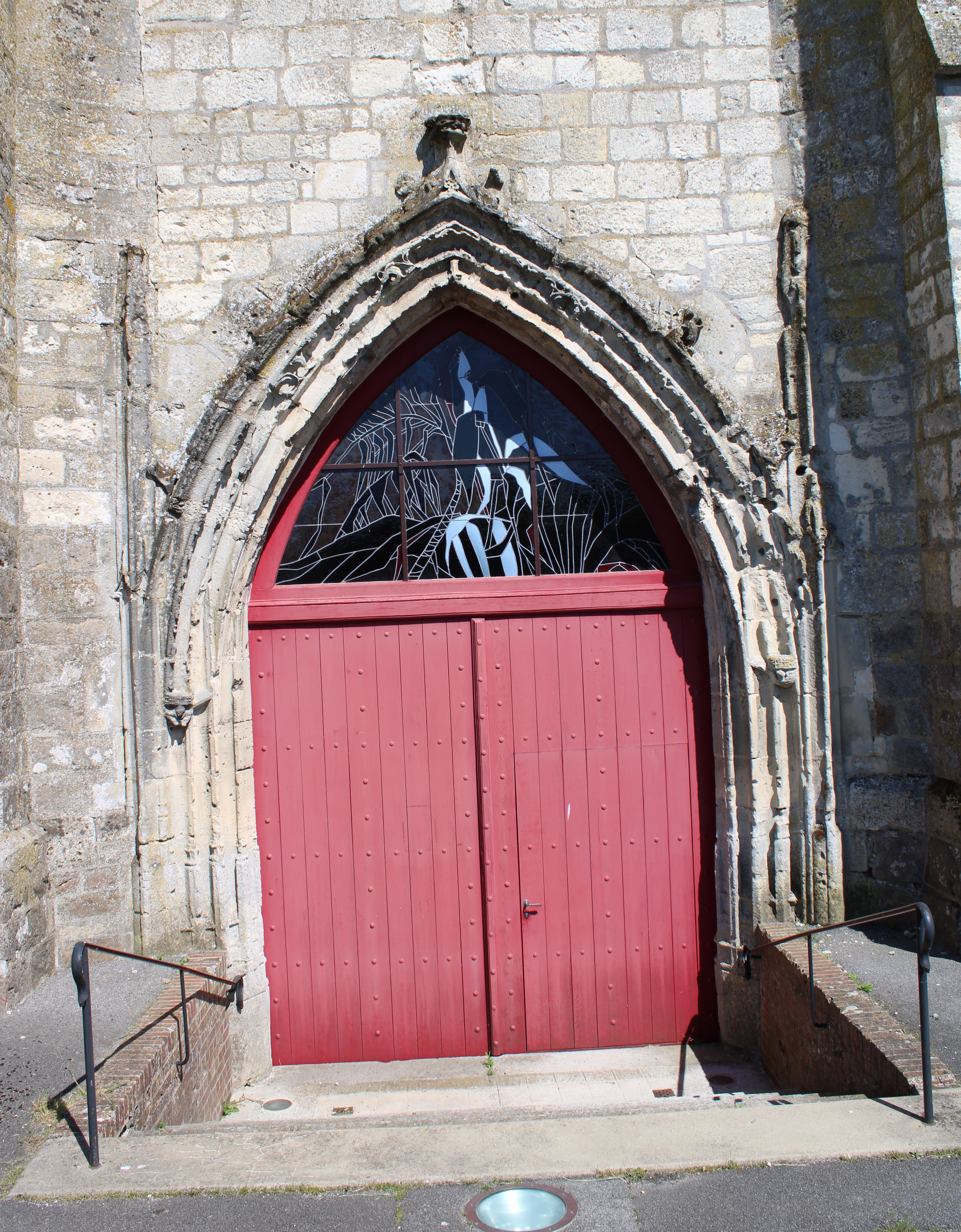
Le portail de l'église.
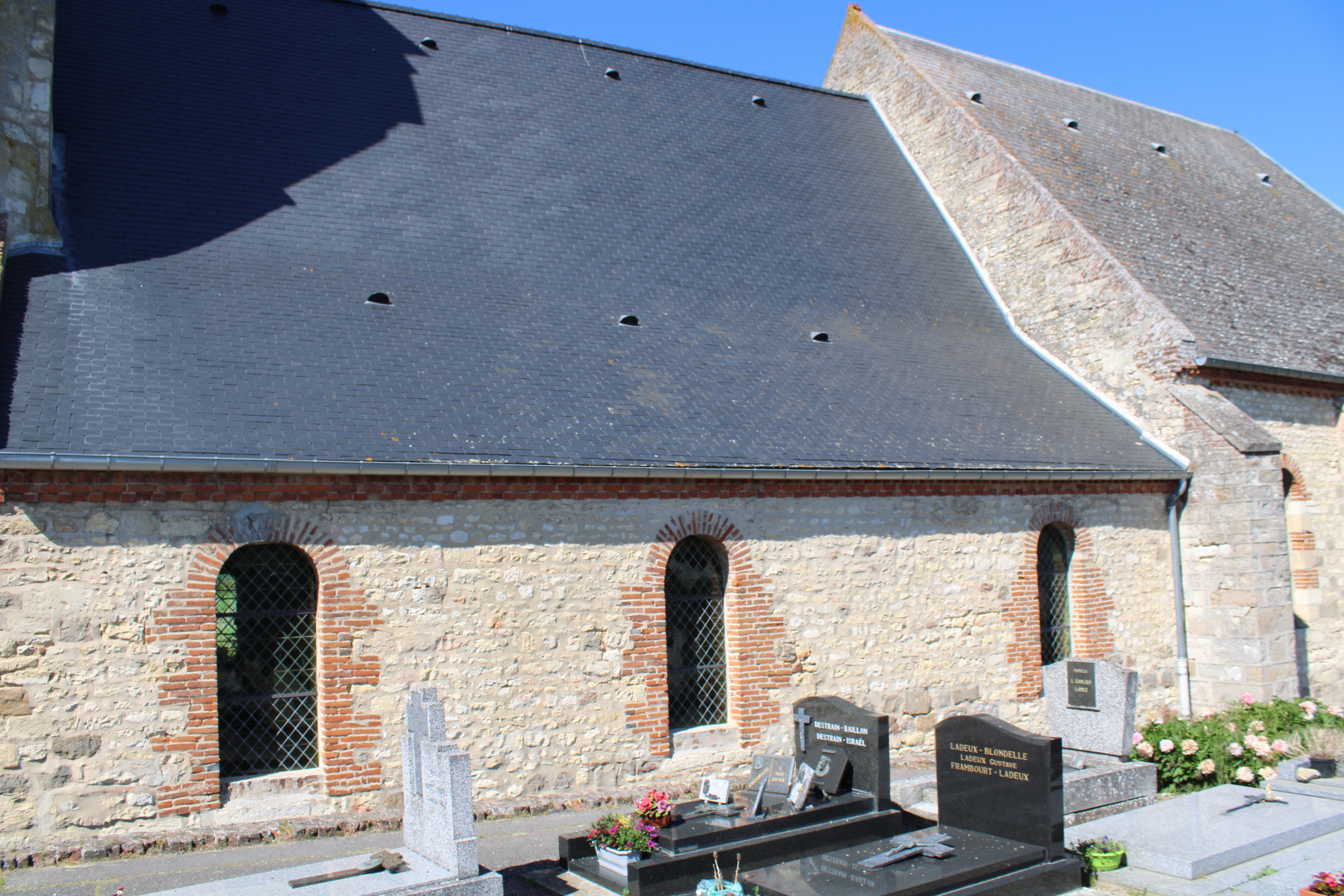
Vue de la nef de l'église

## Localisation
L'église est située sur la commune de Pouilly-sur-Serre, dans le département de l'Aisne.